# Battaglia di Baton Rouge (1779)
La battaglia di Baton Rouge venne combattuta tra il 12 e il 21 settembre 1779 nei pressi di Baton Rouge, città oggi parte della Louisiana negli Stati Uniti d'America, nell'ambito dei più vasti eventi della guerra anglo-spagnola.
Le forze spagnole, guidate dal governatore della Louisiana Bernardo de Gálvez y Madrid, posero il blocco alla città di Baton Rouge, secondo più importante centro dell'allora colonia britannica della Florida occidentale e difesa da una guarnigione agli ordini del tenente colonnello Alexander Dickson; tagliate fuori e soverchiate, le forze britanniche dovettero infine capitolare lasciando la città in mano agli spagnoli.

## Antefatti
La Spagna dichiarò formalmente guerra al Regno di Gran Bretagna l'8 maggio 1779, schierandosi a fianco dei ribelli delle Tredici colonie impegnati nella guerra d'indipendenza americana contro la madrepatria. La prima dichiarazione di guerra fu seguita da una seconda dichiarazione del re Carlo III di Spagna il 9 luglio che autorizzava esplicitamente le colonie spagnole ad aprire le ostilità contro i britannici; quando Bernardo de Gálvez y Madrid, governatore della Louisiana spagnola, ricevette il 21 luglio 1779 la notizia dello scoppio della guerra, ordinò di attuare immediatamente i piani per l'occupazione della colonia britannica della Florida occidentale.
Il 27 agosto Gálvez si mise in marcia da New Orleans alla volta di Baton Rouge alla testa di una forza composta da 520 soldati regolari spagnoli (per due terzi reclute appena arruolate), 60 miliziani coloniali, 80 tra neri liberi e mulatti e 10 volontari americani capitanati da Oliver Pollock; il contingente fu poi accresciuto dall'arrivo di altri 600 uomini, tra cui un gruppo di guerrieri Acadiani, anche se poi il numero degli effettivi decrebbe a causa della dura marcia attraverso un terreno impervio. All'alba del 7 settembre, il contingente spagnolo attaccò Fort Bute, un derelitto fortilizio risalente alle guerre franco-indiane tenuto da una piccola forza britannica: dopo una breve schermaglia i britannici capitolarono, ma sei uomini riuscirono a scappare e a raggiungere Baton Rouge, recando notizia della caduta del forte.
Dopo alcuni giorni di sosta Gálvez riprese l'avanzata su Baton Rouge, distante solo 24 chilometri da Fort Bute. Quando gli spagnoli giunsero in vista dell'obiettivo il 12 settembre seguente, trovarono una cittadina ben fortificata e difesa da una guarnigione composta da 400 regolari britannici (un misto di soldati provenienti dal 16th Regiment of Foot e dal 60th Regiment of Foot, alcuni artiglieri e diverse compagnie di mercenari tedeschi provenienti dal Principato di Waldeck-Pyrmont) e 150 miliziani locali al comando del tenente colonnello Alexander Dickson. Dickson aveva stabilito già da diverse settimane che Fort Bute, costruito nel 1766 e caduto in rovina, non era una posizione difendibile, e aveva fatto arretrare tutte le forze disponibili a Baton Rouge. All'inizio del luglio 1779, il colonnello diresse la costruzione di Fort New Richmond a protezione della città: questa piazzaforte consisteva in una ridotta protetta da cavalli di Frisia, circondata da un fossato largo 5,5 metri e profondo 2,7 metri, e armata con un totale di tredici pezzi d'artiglieria.

## La battaglia
Come prima mossa, Gálvez inviò un distaccamento di soldati su per la riva del fiume Mississippi per tagliare tutte le vie di comunicazione che collegavano Baton Rouge alle restanti posizioni britanniche. Impossibilitato a far avanzare la sua artiglieria fin davanti al fortino britannico, Gálvez lanciò una finta a nord attraverso un terreno boscoso, inviando un distaccamento della sua scarsamente addestrata milizia a creare disturbo nella foresta: i britannici caddero nel tranello e aprirono un violento fuoco in quella direzione, sebbene gli spagnoli, coperti dal fitto fogliame, riportassero in definitiva solo tre perdite. Mentre questa azione era in corso, Gálvez fece scavare delle trincee d'assedio e stabilì alcune solide posizioni a tiro di moschetto dal forte. Il governatore riuscì quindi a piazzare i suoi cannoni, aprendo un violento bombardamento sulla postazione britannica a partire dal 21 settembre.
I britannici resistettero per sole tre ore sotto il cannoneggiamento spagnolo prima che Dickson avanzasse offerta di resa. Gálvez chiese e ottenne che nella capitolazione fosse inclusa anche la guarnigione di 80 regolari britannici che presidiava Fort Panmure (l'odierna Natchez), una ben fortificata postazione che sarebbe stata un obiettivo molto difficile per le forze spagnole. Il 22 settembre quindi Dickson si arrese insieme a 375 regolari britannici; la milizia fu invece disarmata e rimandata alle sue case. Gálvez inviò un distaccamento di 50 uomini a occupare Fort Panmure, lasciò una forte guarnigione a presidiare Baton Rouge e rientrò quindi a New Orleans.

## Conseguenze
Il breve scontro di Baton Rouge era costato agli spagnoli la morte di un uomo e il ferimento di altri due, mentre i britannici registrarono due morti e quattro feriti nei loro ranghi. Quando seppe che Dickson aveva predisposto la capitolazione anche del suo fortilizio, il comandante di Fort Panmuer ne fu molto adirato e sostenne che il colonnello aveva fatto ciò solo per potersi garantire condizioni di resa migliori.
L'occupazione di Baton Rouge ripulì dalla presenza britannica l'intero corso del fiume Mississippi e pose i rami bassi del fiume saldamente sotto il controllo degli spagnoli; pochi giorni dopo la vittoria riportata da Gálvez, corsari spagnoli e americani poterono agevolmente catturare diverse navi da rifornimento britanniche all'interno del Lago Pontchartrain. Gálvez ottenne una promozione a brigadier generale per la sua campagna di successo, e le sue azioni furono immortalate in una poesia di Julien Poydras; il governatore iniziò subito a stendere piani per una spedizione in direzione di Mobile e Pensacola, le rimanenti piazzeforti britanniche nella Florida occidentale: l'azione culminò quindi con il vittorioso assedio spagnolo di Pensacola nel 1781.
Baton Rouge rimase in mani spagnole fino alla conclusione delle ostilità, quando fu formalmente ceduta alla Spagna con il resto del territorio della Florida in base alle disposizioni del trattato di Parigi; la città non divenne parte degli Stati Uniti d'America fino al 1810.